# Alan Núñez
Alan Herminio Núñez Duarte (Luque, 1º ottobre 2004) è un calciatore paraguaiano, difensore del Cerro Porteño.

## Carriera

### Club
Núnez è cresciuto nel settore giovanile del Cerro Porteño, con cui ha debuttato il 15 maggio 2022 nell'incontro di División Profesional perso 2-1 contro il Sol de América.

### Nazionale
Nel 2023 è stato convocato dal Paraguay Under-20 per partecipare al campionato sudamericano di categoria.
Ha giocato nella nazionale paraguaiana Under-23.
Nel 2024 è stato convocato dalla nazionale olimpica per partecipare ai Giochi della XXXIII Olimpiade.

## Statistiche

### Presenze e reti nei club
Statistiche aggiornate al 24 luglio 2024.
| Stagione        | Squadra         | Campionato      | Campionato | Campionato | Coppe nazionali | Coppe nazionali | Coppe nazionali | Coppe continentali | Coppe continentali | Coppe continentali | Altre coppe | Altre coppe | Altre coppe | Totale | Totale | Totale |
| Stagione        | Squadra         | Comp            | Pres       | Reti       | Comp            | Pres            | Reti            | Comp               | Pres               | Reti               | Comp        | Pres        | Reti        | Pres   | Reti   |        |
| --------------- | --------------- | --------------- | ---------- | ---------- | --------------- | --------------- | --------------- | ------------------ | ------------------ | ------------------ | ----------- | ----------- | ----------- | ------ | ------ | ------ |
| 2022            | Cerro Porteño   | PD              | 2          | 0          | CP              | 0               | 0               | CL                 | 0                  | 0                  |             | -           | -           | 2      | 0      |        |
| 2023            | Cerro Porteño   | PD              | 15         | 0          | CP              | 0               | 0               | CL                 | 1                  | 0                  |             | -           | -           | 16     | 0      |        |
| 2024            | Cerro Porteño   | PD              | 3          | 0          | CP              | 0               | 0               | CL+CS              | 0                  | 0                  |             | -           | -           | 3      | 0      |        |
| Totale carriera | Totale carriera | Totale carriera | 20         | 0          |                 | 1               | 0               |                    | 0                  | 0                  |             | -           | -           | 21     | 0      |        |